# Commissione Finanze e tesoro del Senato della Repubblica
La Commissione permanente 6ª Finanze e tesoro è un organo del Senato della Repubblica italiana.

## Funzione
La 6ª Commissione ha competenza per i disegni di legge riguardanti le specifiche materie delle finanze, del personale e dei servizi del Ministero dell'economia, nonché per i disegni di legge riguardanti la materia finanziaria ed economica.

## Composizione
La Commissione è composta da 20 senatori (di cui due segretari, due vicepresidenti e un presidente) scelti in modo omogeneo tra i componenti del Senato della Repubblica, in modo da rispecchiarne le forze politiche presenti. Essi sono scelti dai gruppi parlamentari (e non dal Presidente, come invece accade per l'organismo della Giunta parlamentare): per la nomina dei membri ciascun Gruppo, entro cinque giorni dalla propria costituzione, procede, dandone comunicazione alla Presidenza del Senato, alla designazione dei propri rappresentanti nelle singole Commissioni permanenti.
Ogni senatore chiamato a far parte del governo o eletto presidente della Commissione è, per la durata della carica, sostituito dal suo gruppo nella Commissione con un altro senatore, che continuerà ad appartenere anche alla Commissione di provenienza. Tranne in rari casi nessun Senatore può essere assegnato a più di una Commissione permanente. Le Commissioni permanenti sono rinnovate dopo il primo biennio della legislatura ed i loro componenti possono essere confermati, ma i gruppi parlamentari possono cambiare i propri membri autonomamente in qualsiasi momento, sostituendoli, aggiungendoli o rimuovendoli, modificando di conseguenza anche il numero totale dei componenti della Commissione..

## Presidenti
| N°                  | Presidente     | Presidente        | Presidente                            | Gruppo parlamentare | Mandato           | Mandato           | Legislatura   |
| N°                  | Presidente     | Presidente        | Presidente                            | Gruppo parlamentare | Inizio            | Fine              | Legislatura   |
| ------------------- | -------------- | ----------------- | ------------------------------------- | --- | ----------------- | ----------------- | ------------- |
| 5ª Finanze e tesoro |                |                   |                                       | |                   |                   |               |
| 1                   |                |                   | Giuseppe Paratore (1876–1967)         | Gruppo misto | 16 giugno 1948    | 25 giugno 1952    | I (1948)      |
| 2                   |                |                   | Giovanni Battista Bertone (1874–1969) | Democratico Cristiano | 18 luglio 1952    | 24 giugno 1953    | I (1948)      |
| 2                   | 28 luglio 1953 | 11 giugno 1958    | Giovanni Battista Bertone (1874–1969) | Democratico Cristiano | II (1953)         |                   |               |
| 2                   | 10 luglio 1958 | 15 maggio 1963    | Giovanni Battista Bertone (1874–1969) | Democratico Cristiano | III (1958)        |                   |               |
| 2                   | 5 luglio 1963  | 4 giugno 1968     | Giovanni Battista Bertone (1874–1969) | Democratico Cristiano | IV (1963)         |                   |               |
| 3                   |                |                   | Mario Martinelli (1906–2001)          | Democratico Cristiano | 18 luglio 1968    | 30 settembre 1971 | V (1968)      |
| 6ª Finanze e tesoro |                |                   |                                       | |                   |                   |               |
| -                   |                |                   | Mario Martinelli (1906–2001)          | Democratico Cristiano | 1º ottobre 1971   | 24 maggio 1972    | V (1968)      |
| -                   | 12 luglio 1972 | 24 settembre 1973 | Mario Martinelli (1906–2001)          | Democratico Cristiano | VI (1972)         |                   |               |
| 4                   |                |                   | Italo Viglianesi (1916–1995)          | Partito Socialista Italiano | VI (1972)         | 26 settembre 1973 | 4 luglio 1976 |
| 5                   |                |                   | Remo Segnana (1925–2018)              | Democratico Cristiano | 27 luglio 1976    | 19 giugno 1979    | VII (1976)    |
| 5                   | 12 luglio 1979 | 11 luglio 1983    | Remo Segnana (1925–2018)              | Democratico Cristiano | VIII (1979)       |                   |               |
| 6                   |                |                   | Claudio Venanzetti (1928–)            | Repubblicano | 11 agosto 1983    | 1º luglio 1987    | IX (1983)     |
| 7                   |                |                   | Enzo Berlanda (1927–2006)             | Democratico Cristiano | 4 agosto 1987     | 13 febbraio 1992  | X (1987)      |
| 8                   |                |                   | Franco Reviglio (1935–)               | Partito Socialista Italiano | 17 giugno 1992    | 30 giugno 1992    | XI (1992)     |
| 9                   |                |                   | Francesco Forte (1929–2022)           | Partito Socialista Italiano | 30 settembre 1992 | 14 aprile 1994    | XI (1992)     |
| 10                  |                |                   | Mauro Favilla (1934–2021)             | Partito Popolare Italiano | 1º giugno 1994    | 8 maggio 1996     | XII (1994)    |
| 11                  |                |                   | Gavino Angius (1946–)                 | Democratici di Sinistra - l'Ulivo | 5 giugno 1996     | 14 luglio 1999    | XIII (1996)   |
| 12                  |                |                   | Luciano Guerzoni (1935–2017)          | Democratici di Sinistra - l'Ulivo | 21 luglio 1999    | 29 maggio 2001    | XIII (1996)   |
| 13                  |                |                   | Riccardo Pedrizzi (1943–)             | Alleanza Nazionale | 26 giugno 2001    | 27 aprile 2006    | XIV (2001)    |
| 14                  |                |                   | Giorgio Benvenuto (1937–)             | Partito Democratico-L'Ulivo | 6 giugno 2006     | 28 aprile 2008    | XV (2006)     |
| 15                  |                |                   | Mario Baldassarri (1946–)             | Il Popolo della Libertà (2008-2010) Futuro e Libertà per l'Italia (2010-2011) Misto (2011) Misto-Futuro e Libertà per l'Italia (2011) Per il Terzo Polo (ApI-FLI-Centro Democratico) (2011-2013) | 22 maggio 2008    | 14 marzo 2013     | XVI (2008)    |
| 16                  |                |                   | Mauro Maria Marino (1963–)            | Partito Democratico | 7 maggio 2013     | 22 marzo 2018     | XVII (2013)   |
| 17                  |                |                   | Alberto Bagnai (1962–)                | Lega-Salvini Premier-Partito Sardo d'Azione | 21 giugno 2018    | 28 luglio 2020    | XVIII (2018)  |
| 18                  |                |                   | Luciano D'Alfonso (1965–)             | Partito Democratico | 29 luglio 2020    | 12 ottobre 2022   | XVIII (2018)  |
| 19                  |                |                   | Massimo Garavaglia (1968–)            | Lega Salvini Premier - Partito Sardo d'Azione | 10 novembre 2022  | In carica         | XIX (2022)    |

## Procedure
La Commissione viene convocata per la prima volta dal presidente del Senato per procedere alla propria costituzione. L'Ufficio di Presidenza della Commissione, integrato dai rappresentanti dei gruppi, predispone il programma e il calendario dei lavori, che sono stabiliti in modo da assicurare l'esame in via prioritaria dei disegni di legge e degli altri argomenti compresi nel programma e nel calendario dell'Assemblea. Quando la discussione di un determinato argomento, anche non compreso nel programma, sia richiesta da almeno un quinto dei componenti della Commissione, l'inserimento nell'ordine del giorno in tempi brevi è rimesso all'Ufficio di Presidenza della Commissione stessa. Al termine di ciascuna seduta, di norma, il presidente della Commissione annuncia la data, l'ora e l'ordine del giorno della seduta successiva e viene di conseguenza stampato e pubblicato l'ordine del giorno.

## Composizione nella XIX legislatura (2022 -in corso)
Elenco dei membri ad aprile 2024
| Gruppo parlamentare                                                | Gruppo parlamentare                                                                                 | Senatore                                               |
| ------------------------------------------------------------------ | --------------------------------------------------------------------------------------------------- | ------------------------------------------------------ |
|                                                                    | Lega Salvini Premier - Partito Sardo d'Azione                                                       | Massimo Garavaglia (presidente)                        |
|                                                                    | Per le Autonomie (SVP-Patt, Campobase)                                                              | Pietro Patton (vicepresidente)                         |
|                                                                    | Fratelli d'Italia                                                                                   | Filippo Melchiorre (vicepresidente)                    |
|                                                                    | Partito Democratico - Italia Democratica e Progressista                                             | Alberto Losacco (segretario)                           |
|                                                                    | Fratelli d'Italia                                                                                   | Francesca Tubetti (segretario)                         |
| Guido Castelli                                                     | Fratelli d'Italia                                                                                   |                                                        |
| Gianpietro Maffoni (In sostituzione di Patrizio Giacomo La Pietra) | Fratelli d'Italia                                                                                   |                                                        |
| Fausto Orsomarso                                                   | Fratelli d'Italia                                                                                   |                                                        |
| Antonella Zedda                                                    | Fratelli d'Italia                                                                                   |                                                        |
|                                                                    | Partito Democratico - Italia Democratica e Progressista                                             | Francesco Boccia                                       |
| Cristina Tajani                                                    | Partito Democratico - Italia Democratica e Progressista                                             |                                                        |
|                                                                    | Lega Salvini Premier - Partito Sardo d'Azione                                                       | Stefano Borghesi                                       |
|                                                                    | MoVimento 5 Stelle                                                                                  | Marco Croatti                                          |
| Barbara Floridia                                                   | MoVimento 5 Stelle                                                                                  |                                                        |
| Mario Turco                                                        | MoVimento 5 Stelle                                                                                  |                                                        |
|                                                                    | Forza Italia - Berlusconi Presidente - PPE                                                          | Claudio Lotito (In sostituzione di Anna Maria Bernini) |
|                                                                    | Italia Viva - Il Centro - Renew Europe                                                              | Dafne Musolino                                         |
|                                                                    | Civici d'Italia - Noi moderati (UDC - Coraggio Italia - Noi con l'Italia - Italia al Centro) - MAIE | Giorgio Salvitti                                       |
|                                                                    | Misto-Non iscritti                                                                                  | Renzo Piano                                            |